# Patient Protection and Affordable Care Act
Az Affordable Care Act (röviden: ACA, magyarul: Megfizethető ellátás törvény), hivatalos nevén Patient Protection and Affordable Care Act (Betegvédelmi és megfizethető egészségügyi törvény), ismert nevén Obamacare, az Egyesült Államok 111. kongresszusa által elfogadott és Barack Obama elnök által 2010. március 23-án aláírt, mérföldkőnek számító amerikai szövetségi törvény. A Health Care and Education Reconciliation Act of 2010 (2010. évi egészségügyi és oktatási egyeztetési törvény) által végrehajtott módosításokkal együtt az amerikai egészségügyi rendszer legjelentősebb szabályozási átalakítását és a lefedettség kiterjesztését jelenti a Medicare és a Medicaid 1965-ös bevezetése óta. A törvény nagy része továbbra is hatályban van.
Az ACA főbb rendelkezései 2014-ben léptek hatályba. 2016-ra a lakosság nem biztosított aránya nagyjából a felére csökkent, a becslések szerint 20 és 24 millió közötti további emberrel bővült a biztosítási kör. A törvény számos olyan reformot is életbe léptetett, amelyek célja az egészségügyi ellátás költségeinek korlátozása és a minőségének javítása volt. Hatályba lépését követően az egészségügyi kiadások növekedése lelassult, beleértve a munkáltatói biztosítási csomagok díjait is.
A megnövekedett lefedettség nagyjából egyenlő arányban a Medicaid-jogosultság kiterjesztésének, és az egyéni biztosítási piacokon bekövetkezett változásoknak köszönhető. Mindkettőhöz új kiadások társultak, amelyeket új adók, valamint a Medicare szolgáltatói díjak és a Medicare Advantage csökkentésének kombinációjából finanszíroztak. A Kongresszusi Költségvetési Hivatal (CBO) több jelentése megállapította, hogy ezek a rendelkezések összességében csökkentették a költségvetési hiányt, az ACA hatályon kívül helyezése növelné azt, és hogy a törvény csökkentette a jövedelmi egyenlőtlenségeket azáltal, hogy elsősorban a felső 1%-ot adóztatta meg, hogy a jövedelemeloszlás alsó 40%-ában lévő családok számára átlagosan körülbelül 600 dollárnyi ellátást finanszírozzon.
A törvény nagyrészt megtartotta a Medicare, a Medicaid és a munkáltatói piac meglévő struktúráját, de az egyéni piacokat radikálisan átalakították. A biztosítóknak minden kérelmezőt el kellett fogadniuk anélkül, hogy létező betegségeik vagy demográfiai státusz (kivéve az életkor) alapján díjat számítanának fel. Az ebből eredő hátrányos válogatás leküzdése érdekében a törvény előírta, hogy az egyéneknek biztosítást kell kötniük (vagy pénzbüntetést kell fizetniük), és a biztosítóknak egy listát kell biztosítaniuk az „alapvető egészségügyi ellátásokról.”
Az ACA a hatályba lépése előtt és után is erős politikai ellenállással, hatályon kívül helyezésre irányuló követelésekkel és jogi kihívásokkal szembesült. A National Federation of Independent Business kontra Sebelius ügyben a Legfelsőbb Bíróság úgy döntött, hogy az államok dönthetnek úgy, hogy nem vesznek részt a törvény Medicaid-kiterjesztésében, de egyébként fenntartotta a törvényt. A szövetségi egészségbiztosítási tőzsde, a HealthCare.gov 2013-as bevezetésének kezdetén jelentős technikai problémákkal szembesült. A közvélemény-kutatások kezdetben azt mutatták, hogy az amerikaiak többsége ellenezte a törvényt, bár az egyes rendelkezések általában népszerűbbek voltak. 2017-re a törvény többségi támogatást kapott. 2017-ben az adócsökkentési és foglalkoztatási törvény (Tax Cuts and Jobs Act of 2017) az egyéni biztosítási kötelezéssel kapcsolatos büntetését 2019-től 0 dollárban állapította meg, annak általános népszerűtlensége miatt, valamint a szövetségi költségvetési hiány csökkentése érdekében.

## Rendelkezések

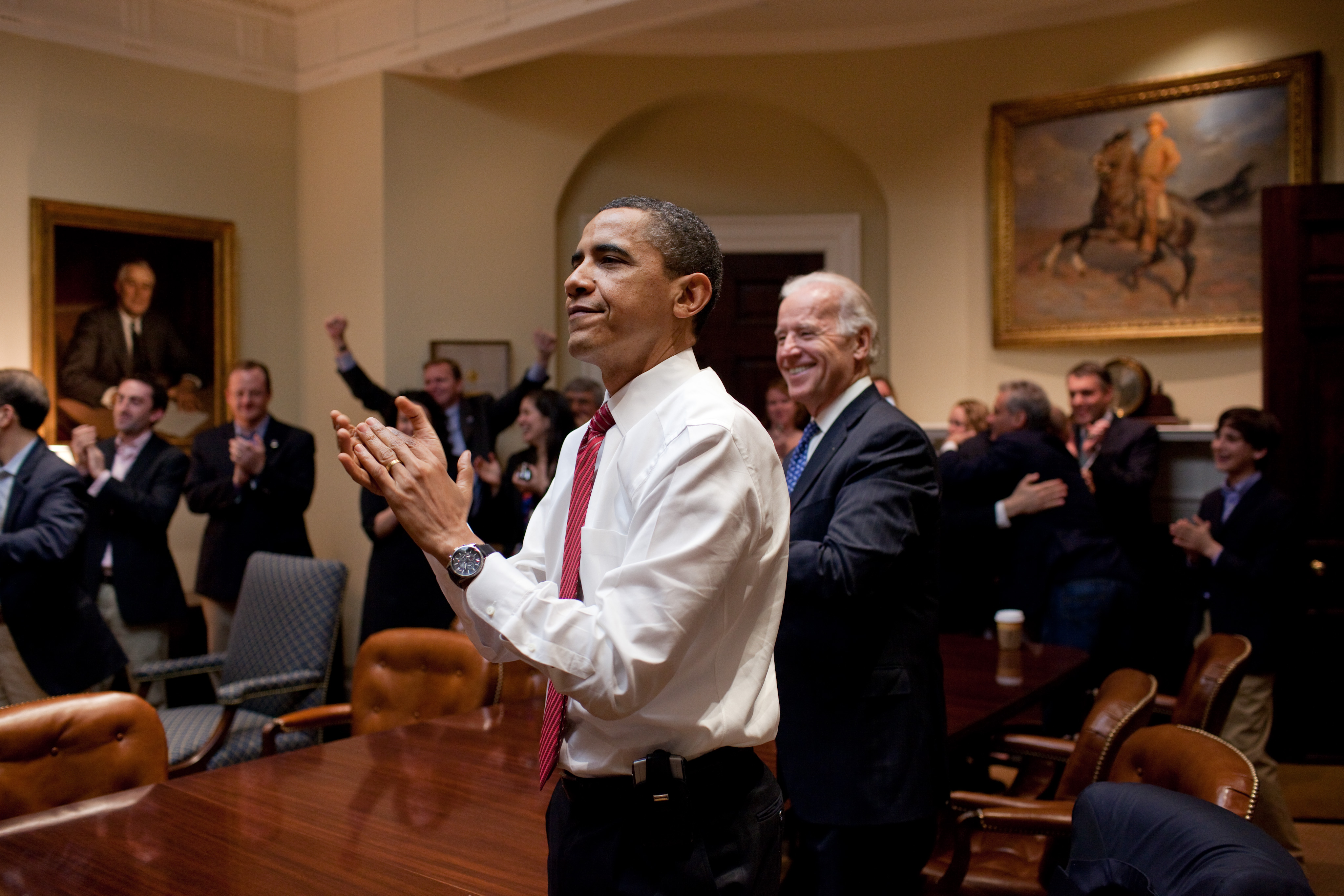
Obama elnök és Fehér Ház munkatársai reagálnak arra, hogy a képviselőház 2010. március 21-én elfogadta a törvényjavaslatot

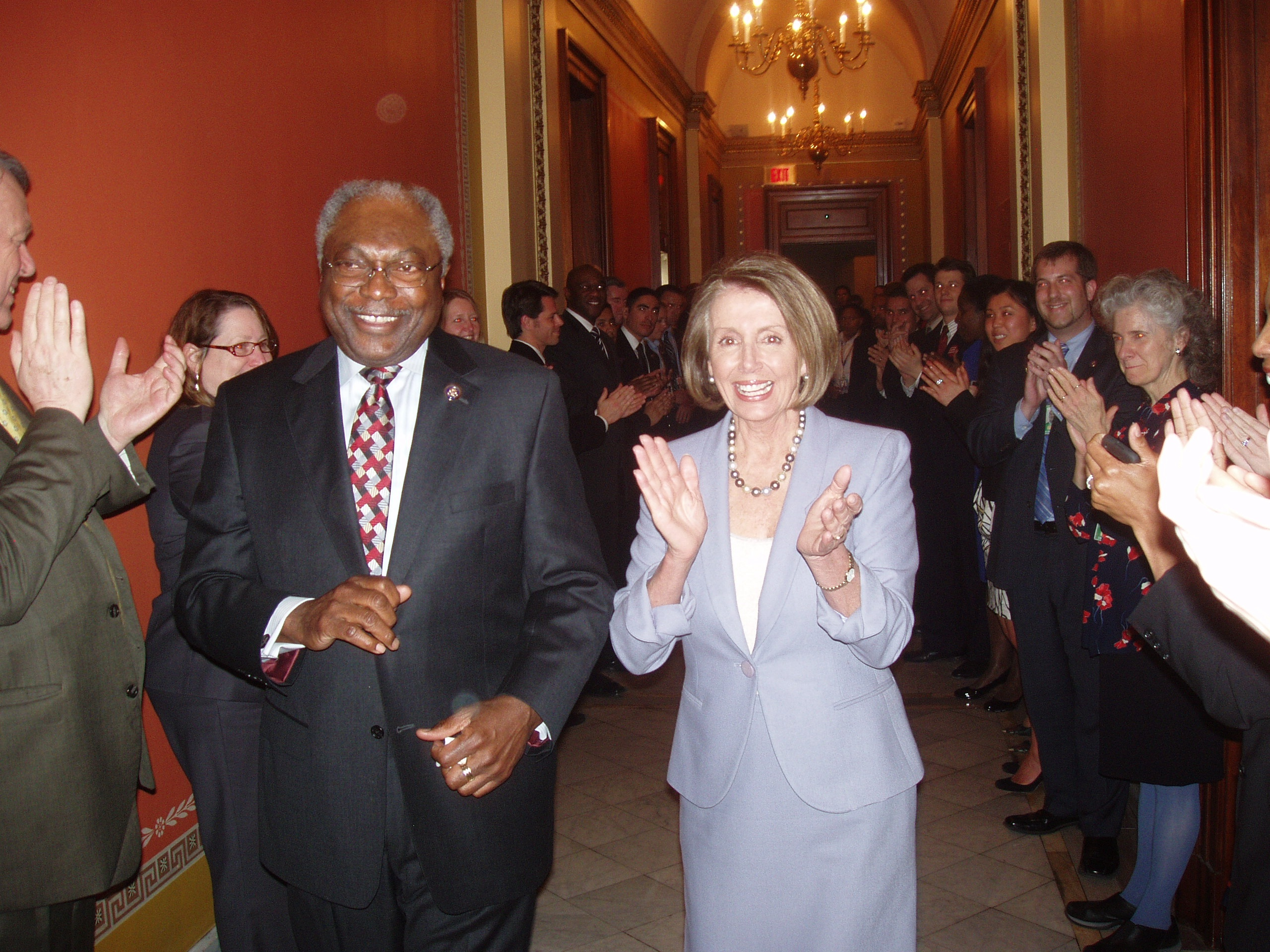
Jim Clyburn és Nancy Pelosi ünnepelnek, miután a képviselőház március 21-én elfogadja a módosított törvényjavaslatot

Az ACA módosította az 1944-es közegészségügyi törvényt, és az Egyesült Államok törvénykönyvének 42. címébe új rendelkezéseket illesztett be a megfizethető ellátásra vonatkozóan. Az egyéni biztosítási piacot gyökeresen átalakították, és a törvény számos szabályozása kifejezetten erre a piacra vonatkozott, míg a Medicare, a Medicaid és a munkáltatói piac struktúrája nagyrészt megmaradt. Néhány szabályozás a munkáltatói piacra vonatkozott, és a törvény olyan változásokat eszközölt a szállítási rendszerben is, amelyek az egészségügyi rendszer nagy részét érintették.

### Egyéni biztosítási szabályok
Minden új, egyéneknek és családoknak értékesített egészségbiztosítási szerződés új követelményekkel szembesült. A követelmények 2014. január 1-jén léptek hatályba. Ezek a következők:
- A garantált kiadás megtiltja a biztosítóknak, hogy megtagadják a fedezetet az egyénektől a már meglévő betegségeik miatt.[18]
- Az államoknak biztosítaniuk kellett a biztosítás elérhetőségét azon gyermekek számára, akik családjukon keresztül nem rendelkeztek biztosítással.
- A részleges közösségi besorolás lehetővé teszi, hogy a biztosítás ára csak életkor és lakóhely szerint változzon, függetlenül a már meglévő betegségektől. Az idősebb kérelmezők díja legfeljebb háromszorosa lehet a legfiatalabbakénak.[19]
- Az alapvető egészségügyi ellátásokat biztosítani kell. A National Academy of Medicine a törvényben szereplő „alapvető egészségügyi ellátásokat” a következőképpen határozza meg: „ambuláns betegellátás; sürgősségi szolgáltatások; kórházi ellátás; szülészeti és újszülött ellátás; mentális egészségügyi és kábítószer-használati zavarokkal kapcsolatos szolgáltatások, beleértve a viselkedési egészségügyi kezelést; vényköteles gyógyszerek; rehabilitációs és habilitációs szolgáltatások és eszközök; laboratóriumi szolgáltatások; megelőző és wellness szolgáltatások és krónikus betegségek kezelése; valamint gyermekgyógyászati szolgáltatások, beleértve a száj- és látásgondozást” és egyéb,[20] az A vagy B szintre sorolt szolgáltatások.[21]
- Megelőző ellátás és szűrések nők számára.[22] „Az összes Élelmiszer- és Gyógyszerügyi Hatóság által jóváhagyott fogamzásgátló módszerek, sterilizálási eljárások, valamint betegoktatás és tanácsadás minden reproduktív képességű nő számára.”[23] Ez a előírás minden munkáltatóra és oktatási intézményre vonatkozik, kivéve a vallási szervezeteket. Ezeket a szabályozásokat az Orvostudományi Intézet ajánlásai alapján vették fel.

## Fordítás
Ez a szócikk részben vagy egészben  az   Affordable Care Act című angol Wikipédia-szócikk ezen változatának fordításán alapul.  Az eredeti cikk szerkesztőit annak laptörténete sorolja fel. Ez a jelzés csupán a megfogalmazás eredetét és a szerzői jogokat jelzi, nem szolgál a cikkben szereplő információk forrásmegjelöléseként.